# Antoine Blondin
Antoine Blondin (París 11 de abril de 1922—París 7 de junio de 1991) fue un escritor y periodista francés. Perteneció al movimiento literario hussard, con otros novelistas franceses como Roger Nimier y Jacques Laurent. Su obra más conocida es Un singe en hiver (Un mono en invierno).
Un parque del XX Distrito de París, fue inaugurado en 1989 con su nombre: el parque de Antoine Blondin.
- Datos: Q2853698
- Multimedia: Antoine Blondin / Q2853698